# Chiesa dell'Annunciazione della Beata Vergine Maria (Roverbella)
La chiesa dell'Annunciazione della Beata Vergine Maria, nota anche come chiesa dell'Annunciazione della Beata vergine Maria e di San Gregorio Magno, è la parrocchiale di Roverbella, in provincia e diocesi di Mantova; fa parte del vicariato foraneo San Pio X.

## Storia
La primitiva chiesa di Roverbella fu edificata nel 1333.
Nella relazione della visita pastorale del 1544 del vescovo Ercole Gonzaga si legge che la chiesa aveva il titolo di Santa Maria.
Dalle Constiruziones synodales del 1610 si apprende che la chiesa era sede di un vicariato, che comprendeva anche le parrocchie di Castiglione Mantovano, di Pellaloco, di Marmirolo e di Pozzolo.
La prima pietra dell'attuale parrocchiale fu posta il 13 giugno del 1758; la chiesa venne aperta al culto nel 1766. Tuttavia, rimanevano da completare ancora alcune parti, terminate verso il 1776, mentre il tetto fu portato a compimento nel 1796.
Durante l'occupazione francese la chiesa venne riutilizzata come deposito per i carri delle truppe e fienile.
Nello Stato clero diocesi di Mantova del 1868 è scritto che nel vicariato di Roverbella erano inserite, oltre alla parrocchia roverbellese, anche quelle di Malavicina, Pellaloco, Marmirolo, Castiglione Mantovano, Canedole e Pozzolo, alle quali s'aggiunge nel 1961 pure quella di Marengo. Il vicariato fu soppresso nel 1967 e le chiese che erano in esso comprese confluirono nel vicariato di San Pio X.

## Descrizione
La facciata della chiesa è divisa in due registri; quello inferiore presenta il portale, ai lati del quale si trovano in tutto sei paraste, quello superiore è caratterizzato da quattro paraste, da due nicchie laterali e da un finestrone centrale.
Opere di pregio conservate all'interno sono la pala d'altare che ha come soggetto l'Annunciazione, dipinta nel 1450 forse da Lorenzo Costa il Vecchio, la tela settecentesca raffigurante la Sacra Famiglia assieme ai Santi Anna e Gioacchino, opera di Giovanni Ghirardini, e gli affreschi della Natività di Gesù, della Trasfigurazione, di Cristo Risorto e delle Virtù Teologali.